# San Javier (departement van Córdoba)
San Javier  is een departement in de Argentijnse provincie Córdoba. Het departement (Spaans: departamento) heeft een oppervlakte van 1.652 km² en telt 48.951 inwoners.

## Plaatsen in departement San Javier
- Conlara
- La Paz
- La Población
- Las Tapias
- Los Cerrillos
- Los Hornillos
- Luyaba
- San Javier/Yacanto
- San José
- Villa de Las Rosas
- Villa Dolores